# Sjunne Amilon
Sjunne Olof Amilon, född 11 mars 1847 i Torrlösa socken, Malmöhus län, död 24 november 1920 i Stockholm, var en svensk ingenjör och motorpionjär.
Sjunne Amilon var son till lantbrukaren Ola Jönsson. Efter teknisk utbildning och studieresor utomlands, främst i Tyskland arbetade han som ingenjör vid Avesta Järnverk 1874-1877 och vid Surahammars bruk 1877-1889. Vid Surahammars bruk byggde han och startade upp en av de första svenska martinugnarna. 1889-1892 var han delägare i maskinfirman Zacco, Bruhn & Co i Stockholm, och tog här initiativet att importera en bensindriven personbil från Panhard et Levassor för firmans räkning. Amilon tog även initiativet till att 1890-1891 låta tillverka den första svenska motorbåten vid Mekaniska verkstaden Vulcan. Han var själv förare av både bilen och motorbåten vid Göteborgsutställningen 1891. 1892-1893 var Amilon disponent vid Granefors bruk och därefter 1893-1915 vid Bultfabriks AB i Hallstahammar. Han var även speciallärare i järnets manufakturering 1916-1920 och i industriell ekonomi 1918-1920 vid Tekniska högskolan i Stockholm.